# Primož Huebman
Primož Huebman, tudi Primus Huebman, ljubljanski župan v 16. stoletju.
Huebman je bil župan Ljubljane od leta 1528 do 1529, ko ga je nasledil Peter Reicher. 